# Solace (album de Sarah McLachlan)
 (octobre 2023).
Si vous disposez d'ouvrages ou d'articles de référence ou si vous connaissez des sites web de qualité traitant du thème abordé ici, merci de compléter l'article en donnant les références utiles à sa vérifiabilité et en les liant à la section « Notes et références ».
Pour les articles homonymes, voir Solace.
Albums de Sarah McLachlan
Touch
(1988) Fumbling Towards Ecstasy
(1993)
Solace est un album de Sarah McLachlan sorti en 1991, produit et arrangé par Pierre Marchand, édité par Arista Records et Nettwerk.

## Liste des pistes
1. Drawn To The Rhythm
2. Into The Fire
3. The Party Of Thorns (Terms)
4. I Will Not Forget You
5. Lost
6. Back Door Man
7. Shelter
8. Black
9. Home
10. Mercy
11. Wear Your Love Like Heaven